# صلاح‌الدین سعیدی
صلاح‌الدین سعیدی (عربی: صلاح الدين السعيدي؛ زادهٔ ۶ فوریهٔ ۱۹۸۷) بازیکن فوتبال اهل مراکش است.
از باشگاه‌هایی که در آن بازی کرده‌است می‌توان به باشگاه فوتبال ارتش سلطنتی مراکش، باشگاه فوتبال الوداد کازابلانکا، باشگاه فرهنگی ورزشی دبی، و باشگاه فوتبال الکوکب المراکشی اشاره کرد.
وی همچنین در تیم ملی فوتبال مراکش بازی کرده‌است.